# 魁北克马列主义党
魁北克马列主义党（法語：Parti marxiste–léniniste du Québec，缩写为PMLQ）是加拿大共产党（马列）在魁北克省的分支。它的意识形态是共产主义、马克思列宁主义、魁北克主权主义。它的政治立场是极左翼。该党总部位于蒙特利尔安大略东街1360号。该党的临时领袖是克里斯汀·丹德诺。它曾以不同名称参加魁北克省1973年、1981年以及自1989年以来的省级选举，包括：“魁北克共产党（马列）”、“马列主义党（魁北克）”以及“魁北克马列主义党”。